# Bruce Matthews
Bruce Rankin Matthews (Raleigh, 8 de setembro de 1962) é um ex-jogador profissional de futebol americano que jogava na linha ofensiva na  National Football League (NFL) e jogou 19 temporadas, de 1983 a 2001, no atual Tennessee Titans. Altamente versátil, ao longo de sua carreira na NFL ele jogou em todas as posições na linha ofensiva, jogando 99 jogos como left guard, 87 como center, 67 como right guard, 22 como right tackle e 17 como left tackle. Nunca tendo perdido um jogo devido a lesão, seus 292 jogos da NFL é a segunda maior marca de todos os tempos.
Matthews jogou futebol americano universitário na Universidade do Sul da Califórnia, onde foi reconhecido como um consenso All-American em seu último ano. Ele foi selecionado na primeira rodada do Draft de 1983 pelos Oilers. Ele foi 14 vezes selecionado pro Pro Bowl (mais vezes selecionado na história da NFL) e nove vezes All-Pro. Matthews foi introduzido no Hall da Fama do Futebol Profissional em 2007 e sua camisa número 74 foi aposentada pelos Titans.
Depois de se aposentar como jogador, Matthews atuou como assistente técnico do Houston Texans e dos Titans. Ele é o irmão do linebacker Clay Matthews Jr.; pai do center Kevin Matthews e do tackle Jake Matthews; ele também é tio do linebacker Clay Matthews III e do safety Casey Matthews.

## Primeiros anos e faculdade
Bruce Rankin Matthews nasceu em Raleigh, Carolina do Norte, filho de Clay Matthews Sr. e Daisy Matthews. Seu pai era um jogador de linha defensiva do San Francisco 49ers na década de 1950. Bruce jogou futebol americano na Arcadia High School em Arcadia, Califórnia. Em 1977, ele foi nomeado para o terceiro time da All-California Interscholastic Federation, e como veterano jogou no Shrine All-Star Football Classic ao lado de John Elway. Arcadia aposentou a camisa número 72 que ele usou.
Matthews freqüentou a Universidade do Sul da Califórnia
, onde ele jogou em todas as posições de linha ofensiva no USC Trojans. Em 1982, ele foi deslocado de um lado para o outro para substituir Ford Roy Foster como o principal bloqueador na jogada "Student Body Right". Ele foi nomeado para a Primeira-Equipe da conferência All-Pacific-10 após sua terceira e quarta temporada. Em sua última temporada, ele foi nomeada para o All-America de forma consensual e ganhou o Morris Trophy, que é concedido ao melhor jogador de linha ofensiva da conferência.

## Carreira profissional
Matthews é considerado um dos jogadores de linha ofensiva mais versáteis a jogar na NFL. Ele jogou em 99 jogos como left guard, 67 como right guard, 87 como center, 22 como right tackle e 17 como left tackle. Ele foi selecionado para 14 Pro Bowls, um recorde da liga empatado com Merlin Olsen. Matthews também foi nomeado para Primeiro-Equipe All-Pro nove vezes e uma seleção All-American Football Conference por 12 vezes. Um jogador extremamente durável, Matthews se aposentou depois da temporada de 2001, tendo jogado mais jogos (296) do que qualquer jogador da NFL, excluindo kickers e punter, e jogou em mais temporadas (19) do que qualquer outro jogador de linha ofensiva. Ele nunca perdeu um jogo devido a lesão e começou 229 jogos consecutivos. Matthews é o único jogador que jogou contra o Baltimore Colts em seu último jogo no Memorial Stadium em 1983 e contra o Baltimore Ravens em seu último jogo no Memorial Stadium em 1997.

### 1983-1986: Guard, center e tackle
O Houston Oilers selecionou Matthews com a nona escolha geral na primeira rodada do Draft de 1983. Como um novato, ele jogou como guard e foi nomeado para o Time dos Novatos da PFWA. Antes de sua segunda temporada, Matthews foi transferido de guard para center, fazendo snaps para o novato Warren Moon, mas devido a lesões na linha ofensiva, ele jogou em várias posições naquela temporada; ele jogou como center, guard e tackle em semanas sucessivas. Em 1985 e 1986, Matthews alternou entre tackle pela esquerda e pela direita.

### 1987-1990: Right guard
Matthews ficou de fora dos oito primeiros jogos da temporada de 1987 devido a uma disputa contratual. Quando ele voltou, ele voltou a ser o right guard. Ele permaneceu na posição de right guard em 1988, 1989 e 1990, e foi selecionado para o Pro Bowl em cada uma dessas temporadas. Ele também ganhou seleção para Primeira-Equipe All-Pro a cada ano da Associated Press (AP), Pro Football Weekly e Sporting News. Matthews prosperou no esquema ofensivo de run and shoot adotado pelos Oilers por volta dessa época, o que exigiu que os jogadores de linha ofensiva fossem excepcionalmente ágeis. Os buracos que ele abriu ajudaram Mike Rozier a brilhar e chegar aos Pro Bowls em 1987 e 1988.

### 1991-1994: Center
Os Oilers colocaram Matthews como center no último jogo da temporada de 1990, em um esforço para reforçar o jogo de corrida da equipe. Do movimento, Matthews disse: "Eu gostaria de ficar como guard, mas forças maiores do que eu fazem esses ajustes". Atrás dos bloqueios de Matthews e do futuro Hall da Fama Mike Munchak, Warren Moon, quarterback dos Oilers, liderou a liga em 1990 e 1991, e o running back Lorenzo White foi uma selecção do Pro Bowl em 1992. Matthews permaneceu como center da equipe durante a temporada de 1994, sendo nomeado para o Pro Bowl a cada ano.

### 1995 a 2001: Left guard
Antes da temporada de 1995, Matthews assinou uma extensão de contrato no valor de US $ 10,3 milhões por quatro anos com os Oilers. Naquele ano, os Oilers assinaram contrato com o agente livre Mark Stepnoski e, como resultado, Matthews mudou-se para left guard. Ele passou a maior parte do resto de sua carreira na posição, ocasionalmente indo para as outras posições quando os jogadores se lesionavam. Durante esse tempo, os Oilers deixaram Houston para ir para Tennessee após a temporada de 1996. Seu bloqueio ajudou Eddie George a ser selecionado em quatro temporadas consecutivas ao Pro Bowl. Em 1999, aos 37 anos, Matthews assinou outro contrato de quatro anos para permanecer com os Oilers. Naquela temporada, os Oilers mudaram para Tennessee Titans. A equipe venceu 13 jogos, além de mais três nos playoffs antes de perder para o St. Louis Rams no Super Bowl XXXIV. Matthews se aposentou do futebol profissional antes da temporada de 2002, aos 40 anos.

## Treinador
Em 27 de fevereiro de 2009, Matthews retornou a Houston, onde foi contratado como assistente ofensivo do Houston Texans. Em 9 de fevereiro de 2011, Matthews foi contratado como treinador de linha ofensiva pelo novo treinador do Tennessee Titans, Mike Munchak. Em relação ao seu novo trabalho, Matthews declarou: "Para mim esta é uma oportunidade única. É uma oportunidade única de trabalhar com Mike porque acho que ele fará um ótimo trabalho. É apenas uma daquelas coisas que eu não se pode deixar passar."
Depois de terminar com um recorde de 7-9 na temporada de 2013, o gerente geral dos Titans, Ruston Webster, se encontraram com Munchak e deram a ele a opção de demitir um grande contingente de assistentes técnicos, incluindo Matthews, em troca de uma extensão de contrato ou perder o emprego como treinador principal. Munchak não estava disposto a demitir todos e acabou saindo dos Titans, junto com Matthews e os outros assistentes técnicos.

## Honras e legado
Em seu primeiro ano de elegibilidade, Matthews foi eleito para o Hall da Fama do Futebol Profissional como parte da turma de 2007. Ele foi introduzido durante a Cerimônia de Consagração em 5 de agosto de 2007 com a inauguração de seu busto, esculpida por Scott Myers. Ele é o único jogador do Tennessee Titans a receber essa honra desde a mudança de Houston. Ele foi o quinto jogador do Draft de 1983 a ser consagrado, juntando-se a Dan Marino, Eric Dickerson, John Elway, e Jim Kelly; Darrell Green e Richard Dent mais tarde tornaram-se o sexto e o sétimo membros. Matthews foi selecionado como guard da equipe All-Decade da NFL nos anos 90. Em 2010, ele ficou em 78º lugar no Top 100: Greatest Players da NFL pela NFL Network.

## Vida pessoal
Matthews vem de uma família de futebol. Ele é filho de Clay Matthews Sr., que jogou na NFL na década de 1950. Seu irmão, Clay Matthews Jr. também jogou 19 temporadas na NFL. Bruce é o tio do linebacker do Green Bay Packers, Clay Matthews III e do ex-linebacker da NFL, Casey Matthews. Bruce e sua esposa, Carrie, têm sete filhos: Steven, Kevin, Marilyn, Jake, Mike, Luke e Gwen. Seu filho Kevin jogou em Texas A&M até a temporada de 2009 e depois jogou na NFL por cinco anos como membro dos Titans e do Carolina Panthers. Jake Matthews jogou tackle ofensivo para o Texas A & M e é atualmente um membro do Atlanta Falcons. Seu filho Mike jogou na linha ofensiva de Texas A & M, onde  era o center titular. Seu filho mais novo, Luke, está atualmente no ensino médio e foi selecionado para o All-American Bowl do Exército de 2018 e tem um compromisso verbal com a Texas A & M.